# Desmiphora longipilis
Desmiphora longipilis là một loài bọ cánh cứng trong họ Cerambycidae.